# Willenhofen (Parsberg)

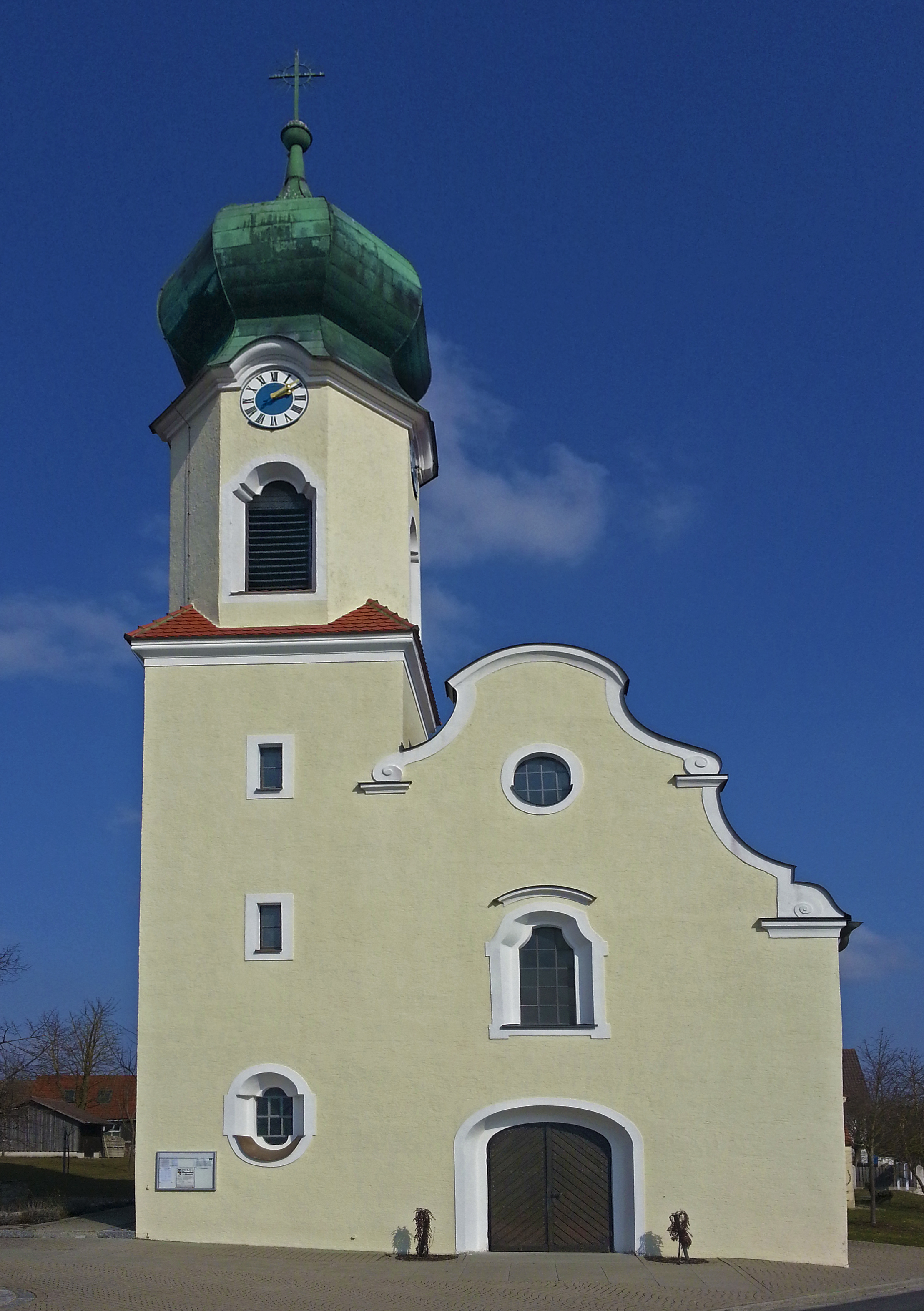
Katholische Kuratbenefiziumskirche St. Mauritius in Willenhofen

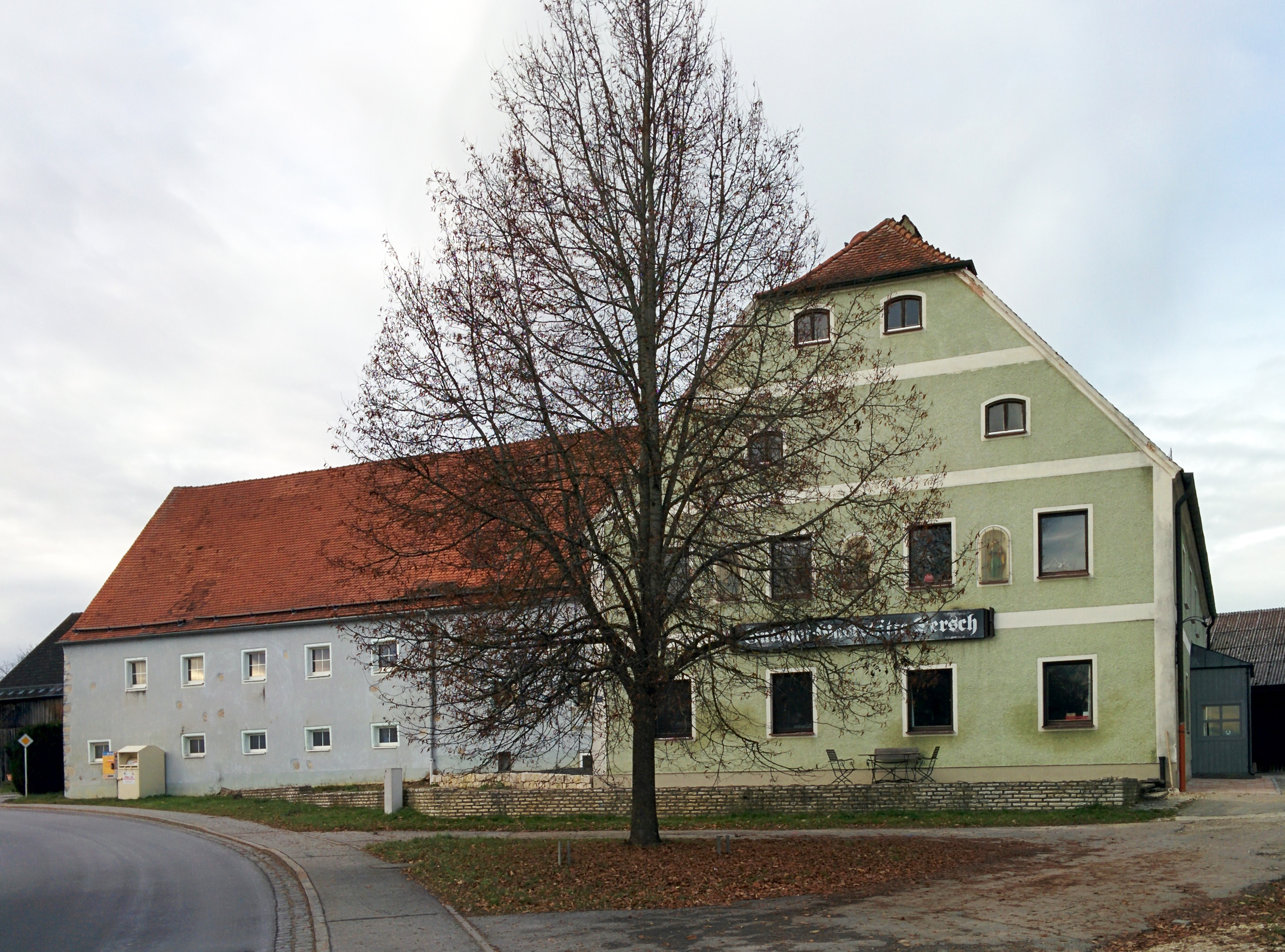
Ehemaliges Gasthaus und frühere Brauerei Ferstl (zuletzt Dersch)

Willenhofen (bairisch: Wünhof) ist ein Gemeindeteil der Stadt Parsberg im Landkreis Neumarkt in Bayern.

## Lage
Das Kirchdorf Willenhofen liegt rund 5 km südlich von Parsberg an der Staatsstraße 2660, ehemals Bundesstraße 8 zwischen Seubersdorf und Hemau. Im Ort gibt es zwei Bushaltestellen der Linie 545 des VGN. Diese sind Willenhofen-Kellerhofweg und Willenhofen-Buchenweg.

## Geschichte
In handschriftlichen Quellen über das Herrschaftsgebiet der Herren von Parsberg wird häufig der Ortsname Willenhofen (Willnhofen) genannt. Grund hierfür ist, dass bei der ehemaligen, inzwischen abgegangenen Moritzkirche bei Willenhofen ein großer Marktstein stand, der die Ämter Parsberg, Hemau, Lupburg und Velburg abgrenzte.
Das Dorf Willenhofen dürfte bereits länger als 600 Jahre bestehen. Im Jahre 1332 waren die Herren von Ehrenfels vermutlich schon lange Zeit in Willenhofen begütert. Heinrich und Konrad von Ehrenfels schenkten im Jahre 1332 ihren Hof zu Willenhofen mit allen Einkünften und mit dem Gerichte mit Ausnahme des Großen Gerichtes an das Kloster Pielenhofen bei Regensburg.
Eine Urkunde von 1404 spricht von 45 Pfund Gattengeld, das Elein die Wildensteinerin und ihr Gemahl Rudolf der Wildensteiner aus Sinken-Haslach und aus Willenhofen bezogen haben.
Unter den ältesten Bewohnern von Willenhofen, die in Schriftstücken vor fünfhundert Jahren auftauchen, wird Frau Kathrein Pfeffer von Willenhofen genannt, die in erster Ehe um 1418 mit Hans Pfeffer zu der Freystadt, Tafernwirt zu Daßwang und in zweiter Ehe mit Kunz Pilsacher verheiratet war.
Auf dem Sankt Moritzholzberg bei Willenhofen stand eine Kirche, die dem hl. Mauritius geweiht war. Wann diese Kirche gebaut wurde, lässt sich leider heute nicht mehr feststellen. Sankt Moritz gehörte zur Pfarrei See und hatte eigene Kirchenpfleger, von denen einer im Jahre 1515 unter dem Namen Hans Kraus von Willenhofen auftaucht. 1572 war ein Erhard Mayer aus Willenhofen Ratsmitglied des Marktes Parsberg. In der Tafernwirtschaft zu Willenhofen durfte nur braunes und weißes Bier aus der Herrschaftsbrauerei Parsberg gezapft werden. Die Herzöge der Pfalz-Neuburg versuchten später, den Parsbergern das Braurecht zu entziehen. Dabei wurden dem Wirt von Willenhofen verboten, weiterhin herrschaftliches Bier auszuschenken, ihm wurde hierzu eine Strafe von 50 Reichstalern angedroht.
Die Gerichtsbarkeit in Willenhofen blieb bis in das 18. Jahrhundert strittig, da dort Hemauer, Ehrenfelser, Lupburger und Parsberger Untertanen vermischt waren. In einem Vergleich wurde 1736/37 schließlich vereinbart, dass im oberen Dorf die hohe Jurisdiktion über Anwesen und Straßen Parsberg, im unteren Dorf aber dem Amt Beratzhausen zustehen sollte.
Am 28. September 1765 stifteten der ehemalige Posthalter Johann Jakob Götz von Parsberg und seine Frau Elisabeth, geborene Iberl aus dem Dorf Lengenfeld, mit Beihilfe des Schönbornischen Pflegers Johann Wolfgang Fleischmann, des ehemaligen Bürgermeisters von Beratzhausen und früheren Wirts von Willenhofen Georg Salzhueber und seiner Frau Margaret Benigna, einer geborenen Mayr von Daßwang, in Willenhofen ein Kuratbenefizium.
Ab 1808 wurde Willenhofen mit Mannsdorf und Kripfling als Steuerdistrikt dem Landgericht Parsberg zugeteilt. Nach dem Gemeindeedikt vom 17. Mai 1818 wurde in den Jahren 1818 bis 1821 die Ruralgemeinde Willenhofen gebildet und dem Landgericht Parsberg zugeordnet.
Am 1. Januar 1972 wurde Willenhofen aufgrund der Gebietsreform in Bayern in die Stadt Parsberg eingemeindet.

## Sehenswürdigkeiten
- Im Ort befindet sich die Kuratbenefiziumskirche St. Mauritius. Im Jahr 1735 wurde diese an Stelle der im Jahr 1728 abgebrochenen Kirche errichtet, die auf dem Moritzberg, außerhalb des Ortes stand.[7] Die Kirche war ursprünglich eine Filiale von See. Die katholische Pfarrkirche kann als ein schönes Beispiel für die barocken Dorfkirchen des Oberpfälzer Jura gesehen werden.[8]
- In der Liste der Baudenkmäler in Parsberg sind für Willenhofen drei Baudenkmale aufgeführt.

## Brauerei Ferstl
Bis zum Jahr 1972 bestand in Willenhofen die Brauerei Ferstl. Neben verschiedenen Biersorten wurde dort auch Limonade hergestellt, die in der Region Kracherl genannt wurde.

## Raiffeisenbank
Am 18. Dezember 1892 gründeten in Willenhofen 45 Mitglieder den Herrenrieder-Willenhofener-Darlehenskassenverein und legten damit den Grundstein für die spätere Raiffeisenbank Parsberg-Velburg eG. 1939 fusionierte der Herrenrieder-Willenhofener-Darlehenskassenverein mit Hamberg (Breitenbrunn) zur Raiffeisenkasse Herrnried-Willenhofen-Hamberg eGmuH (später Raiffeisenkasse Willenhofen). Im Jahr 1968 erfolgte eine weitere Fusion mit der Raiffeisenkasse Lupburg. Seit dem Jahr 2005 wird das ehemalige Gebäude als Pflegeheim für Senioren genutzt.